# Sistema costero marino El Rincón
Se denomina sistema costero marino El Rincón, sistema oceanográfico de El Rincón o simplemente El Rincón —a secas—, a un región hidrográfica de características particulares, tanto en sus aspectos físicos como biológicos, ubicada sobre un área engolfada de la plataforma marina del centro-este de la Argentina, entre los paralelos 39°S y 41°S. Su relevancia radica en ser una zona de desove multiespecífica y desarrollo juvenil de numerosas especies de peces comerciales, por lo cual se le brinda protección legal y es escenario de diversos estudios científicos.

## Ubicación y límites
La región marítima conocida como El Rincón se localiza al sudoeste de la provincia de Buenos Aires, correspondiendo al mar argentino del océano Atlántico Sudoccidental. Forma un extenso golfo con forma de triángulo rectángulo isósceles con el vértice del ángulo recto situado al fondo del saco de la bahía Blanca y una hipotenusa —de unos 300 km en línea recta— formada por una línea imaginaria que parte desde un punto al sur de la boca del río Negro —sobre la isóbata de 40 metros o alrededor de la de 50 m— y desde allí alcanza un punto próximo a las localidades de Reta o Claromecó, si bien el límite nororiental es variable según los distintos autores. Su superficie total es de aproximadamente 48 000 km², integrada por 47 738 km² de aguas marinas y 110 km² de islas. Sin embargo, la porción de régimen estuarino costero es mucho menor, 10 000 km² durante el otoño-invierno y 15 000 km² en la época de primavera-verano, llegando a ser de menos de 5 000 km² durante los eventos de La Niña (del patrón climático ENOS) de las primaveras de los años 1996 y 1998.
Su nombre se relaciona con el del faro homónimo, en el extremo de la península Verde, al sur de la bahía Blanca. Poseen jurisdicciones ribereñas de El Rincón los partidos bonaerenses de Tres Arroyos, Coronel Dorrego, Monte Hermoso, Coronel Rosales, Bahía Blanca, Villarino y Patagones. En la provincia de Río Negro se ubica al sudeste del departamento Adolfo Alsina. Transita por la sección septentrional de El Rincón un importante volumen del tráfico marítimo del país, a la vez que allí se realiza una intensa actividad portuaria.

## Rasgos hidromorfológicos

### Características oceanográficas
La zona se caracteriza por tener una destacada productividad biológica, al ser un ambiente hidrológicamente complejo y dinámico, influenciado por los cambios estacionales de las plumas de descarga de agua dulce de los ríos Colorado (promedio anual 99 m³/s) y Negro (promedio anual 945 m³/s) —los más septentrionales del nordeste patagónico—, así como por un conjunto de ríos y arroyos menores, que desembocan en el sector septentrional, entre los cuales destaca el río Sauce Grande. Respecto a las corrientes marinas, recibe el aporte de nutrientes transportados desde el sur por las frías aguas subantárticas de la corriente de las Malvinas —rama atlántica de la corriente circumpolar antártica—, que discurre por sectores de mayor profundidad hacia el borde externo de la plataforma argentina. También recibe el influjo, mucho más marcado durante el verano, de masas de aguas subtropicales transportadas desde el nordeste por la corriente del Brasil y por la corriente de deriva costera. El aporte de agua dulce de los ríos nombrados es compensado por la intensa evaporación producida por las elevaciones térmicas regionales durante el estío y por el hecho de estar a resguardo de la corriente de Malvinas, gracias al “efecto sombra” que produce la península donde se encuentran las ciudades de Viedma y Carmen de Patagones, la que hace que esas aguas frías se desvíen hacia Necochea, Miramar y Mar del Plata. Igualmente, las aguas costeras de El Rincón tienen características semiestuariales, con moderada salinidad (30,0-33,5 ‰) y verticalmente homogéneas; ya a mayores profundidades la salinidad se eleva (34 ‰]]) a causa de la llegada desde el sudoeste de aguas cálidas de plataforma originadas en el golfo San Matías. La temperatura de la superficie del mar muestra un ciclo estacional con un máximo en verano de alrededor de 18 °C y un mínimo en invierno de 8,2 °C.

### Características morfológicas

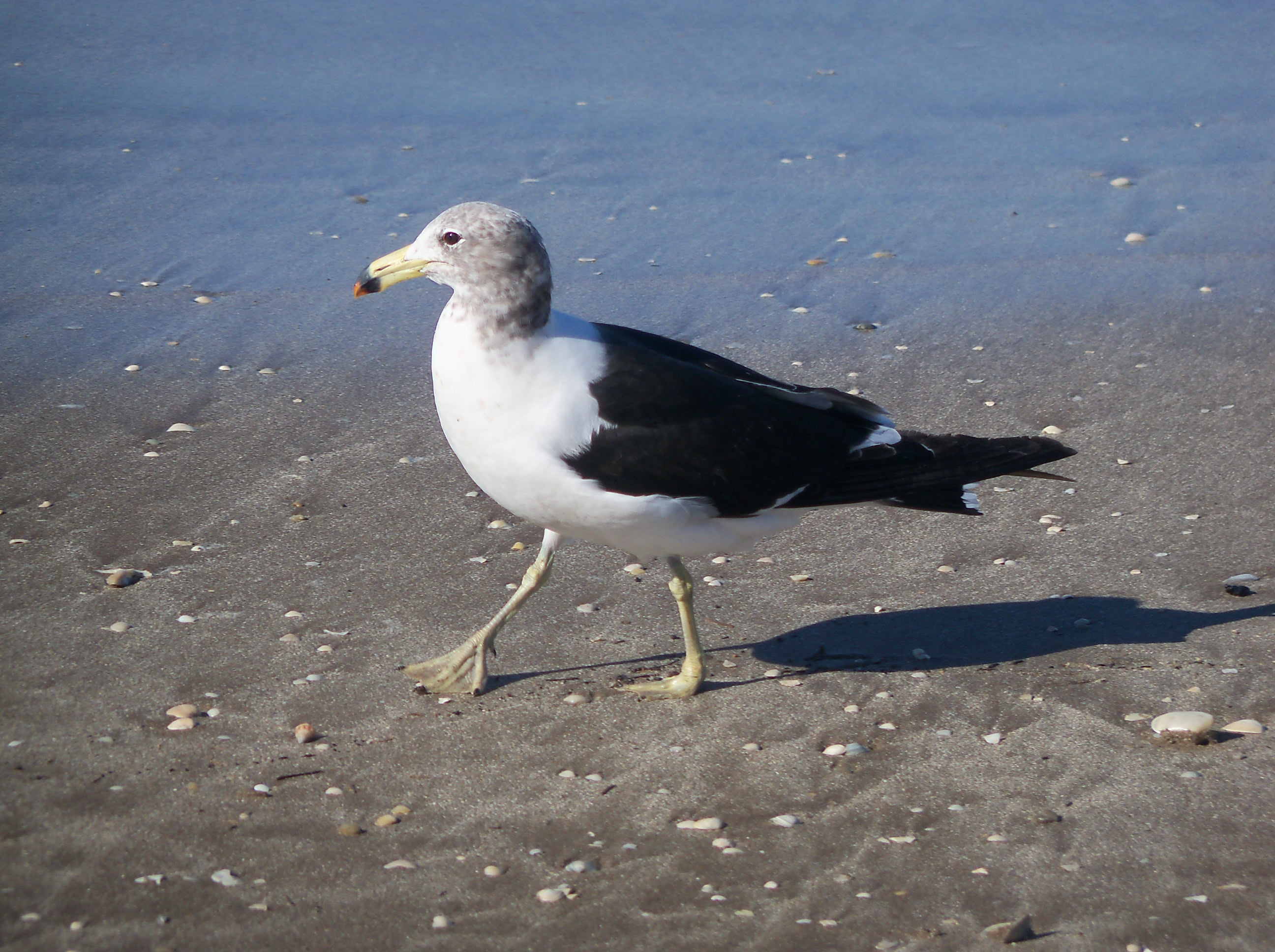
Entre las aves marinas de El Rincón destaca la gaviota de Olrog o cangrejera, la que cuenta aquí con la mayoría de su población reproductiva a nivel mundial.

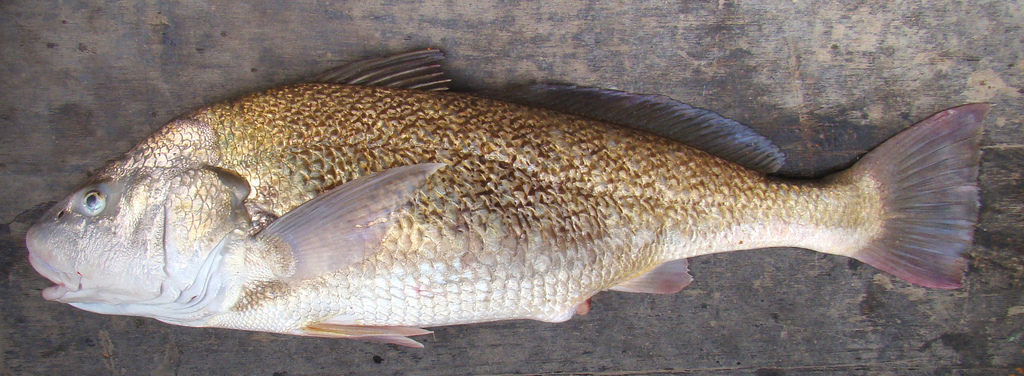
Entre los peces que habitan El Rincón destaca la corvina rubia, no solo por su abundancia, también por los volúmenes que se pescan anualmente.

El Rincón se compone de aguas de plataforma de baja profundidad, las que hacia las costas se encuentran con estuarios, rías, canales de marea, barras, lenguas, bancos arenolimosos (que quedan al descubierto durante las bajamares), planicies de marea lodosas, cangrejales, marismas y finalmente playas de arena o canto rodado cubiertas a diario por la pleamar. En su borde litoral contiene numerosas islas y penínsulas de baja altura, muchas de las cuales se desconectan del continente durante las pleamares.

### Subdivisiones
Puede dividirse en 3 subzonas: la primera abarca la zona costera septentrional y la bahía Blanca; la segunda comprende a las bahías San Blas-Anegada y la tercera es la franja externa y más profunda, conocida como el área marina El Rincón propiamente dicha.

## Rasgos biológicos

### Adscripción ecorregional
Ecorregionalmente, las aguas de El Rincón se incluyen en la ecorregión marina plataforma Uruguay–Buenos Aires. En otras propuestas de regionalización biogeográfica, se incluyen en el distrito chubutiano de la provincia biogeográfica argentina de la región subtropical.

### Características biológicas
En razón de sus características hidrográficas y de su composición de especies de peces e invertebrados bentónicos y demersales, se distingue al ecosistema de El Rincón como una unidad ecológica diferenciada. Biológicamente destaca por su elevada productividad, gracias a los sistemas de circulación que favorecen la retención de cohortes larvales de peces y presas zooplantónicas.
La biodiversidad que sustenta es notable, se encuentran 26 especies de aves marinas (siendo relevante la población nidificante de gaviota cangrejera), 17 especies de mamíferos marinos (de los cuales destaca las poblaciones del delfín franciscana), 3 especies de tortugas marinas y una ictiofauna muy variada, destacando el uso que esta última realiza del área, tanto con fines reproductivos como de crecimiento de sus cohortes juveniles y migraciones estacionales hacia la misma con fines tróficos, siendo un área clave para las especies que sostienen gran parte de la industria pesquera del país.
Las costas reciben enormes migraciones de aves limícolas neárticas —durante el verano austral— y patagónicas —durante el invierno austral—. Hay apostaderos de lobos marinos de un pelo y visitas de elefantes marinos del sur, los cuales hasta el siglo XIX contaban aquí con las colonias más septentrionales de su especie, las que fueron exterminadas por la cacería abusiva. Sus aguas abundan en distintas especies de cangrejos, langostinos, camarones y moluscos.
Por estas cualidades, 4200 km de sus aguas son protegidas bajo distintas figuras jurídicas de conservación en 8 áreas protegidas, destacando la reserva natural bahía Blanca, Falsa y Verde y la reserva natural Bahía San Blas. Hay un proyecto que pretende declarar toda el área de El Rincón como zona protegida.

### Centro de reproducción de especies de interés comercial
La relevancia de El Rincón obedece a ser un área fundamental para la parición, desove y desarrollo y concentración juvenil de numerosas especies de peces óseos y cartilaginosos, entre los que destacan el gatuzo, corvina rubia, pescadilla de red, pez palo, pez sable, raya guitarra chica, otras rayas costeras, palometa pintada, burriqueta, pargo blanco, testolín, lenguados, anchoíta, caballa, y otros integrantes demersales del conjunto íctico denominado “variado costero bonaerense”.
Destaque especial tiene, entre septiembre y abril, la temporada de pesca recreativa de tiburones, obteniéndose grandes ejemplares de las diferentes especies que frecuentan las aguas de la isla Jabalí: gatuzo, bacota, escalandrún, cazón y gatopardo.
Además de la pesca deportiva, localmente se realiza pesca artesanal con flotas provenientes de Monte Hermoso, Claromecó y el área costera del Gran Bahía Blanca, y, en sectores más externos, pesca comercial con flota de altura proveniente de los puertos de Quequén y de Mar del Plata.
Entre las especies que abundan y causan perjuicios a la pesca se encuentra la aguaviva de la cruz. Otro problema surge por el impacto que en las tramas tróficas pelágicas ocurre como consecuencia de las floraciones del dinoflagelado microplanctónico Neoceratium horridum, por lo cual, al ser poco apetecible para los copépodos, puede repercutir en una disminución de la presión de pastoreo y desencadenar de ese modo el desarrollo logarítmico de la población, lo que podría generar eventos de hipoxia.

## Administración
La administración y manejo de las pesquerías en las aguas abiertas del área de El Rincón es ejercida por la Autoridad de Aplicación pesquera argentina, dependiente del estado nacional (Consejo Federal Pesquero), Subsecretaría de Pesca y Acuicultura, Secretaría de Ambiente y Desarrollo Sustentable (SAyDS). La franja de mar territorial lindera a las costas, en cambio, es potestad provincial, de la Dirección de Pesca de la provincia de Buenos Aires (dependiente del Ministerio de Asuntos Agrarios) y de la Dirección de Pesca de la provincia de Río Negro (dependiente del Ministerio de Turismo, Secretaría de Medio Ambiente). Estos organismos consensúan las normativas para el área, por ejemplo, la veda de pesca con arrastre de fondo para proteger la reproducción en El Rincón de las especies del variado costero, la cual fue determinada en el Acta N°.53/2004 y la Resolución CFP N°.27/2009 (con modificaciones mediante la Resolución CFP N°.2/2010) para regir en el periodo comprendido entre el 1° de octubre y el 31 de marzo (anteriormente era desde el 1° de noviembre hasta el 15 de marzo) y un área de esfuerzo restringido (AER) para las agua más externas y profundas de El Rincón, la cual se extiende hacia el este casi hasta la longitud de Necochea y que permite buques de menos de 25 metros de eslora, esta última no alcanza a los buques que han practicado actividad extractiva histórica en el área.